# Рушди, Салман
Сэр Ахме́д Салма́н Ру́шди (англ. Ahmed Salman Rushdie, урду أحمد سلمان رشدی‎, хинди अहमद सलमान रुश्‍दी; род. 19 июня 1947[…], Бомбей, Бомбейское президентство, Британская Индия) — британский писатель

 индийского происхождения. Лауреат Букеровской премии 1981 года за роман «Дети полуночи». Критики относят писателя к магическим реалистам.
Его четвёртый роман, «Сатанинские стихи» (1988), стал предметом большого скандала, вызвавшего протесты со стороны мусульман в нескольких странах. Ему стали поступать угрозы, в том числе фетва верховного лидера Ирана аятоллы Хомейни, призывающая к его убийству, изданная 14 февраля 1989 года. Британское правительство взяло Салмана Рушди под защиту.
В 1983 году Рушди был избран членом высшей литературной организации Великобритании Королевского литературного общества. В январе 1999 года он был назначен командором французского ордена Искусств и литературы. В июне 2007 года королева Елизавета II посвятила его в рыцари за заслуги в литературе. В 2008 году «Таймс» поставила его на тринадцатое место в списке 50 величайших британских писателей с 1945 года.
С 2000 года Рушди живёт в Соединённых Штатах. В 2015 году Институт журналистики Артура Л. Картера Нью-Йоркского университета назвал его выдающимся писателем. Ранее он преподавал в университете Эмори. Он был избран в Американскую академию искусств и литературы. В 2012 году он опубликовал рассказ о своей жизни после спора о «Сатанинских стихах» под названием «Джозеф Антон: мемуары». 12 августа 2022 года перед лекцией в городке Шатокуа, штат Нью-Йорк на Рушди было совершено нападение, в результате которого он получил серьёзные ранения.

## Биография
Ахмед Салман Рушди родился 19 июня 1947 года в Бомбее в мусульманской семье кашмирского происхождения, незадолго до получения независимости Индией и её раздела. Его дед был поэтом, писавшим на урду. Его отец, Анис Ахмед Рушди, юрист, ставший бизнесменом, учился в Кембридже. Мать, Негин Бхатт, работала учительницей. Анис Рушди был уволен из Индийской гражданской службы после того, как выяснилось, что представленное им свидетельство о рождении было изменено, чтобы занизить его возраст. У Рушди три сестры. В своих мемуарах 2012 года он написал, что его отец взял имя Рушди в честь Аверроэса (Ибн Рушда-внука).
В 14 лет отправился на учёбу в Англию, там же позднее изучал историю в Королевском колледже Кембриджского университета. Работал в театре, а затем журналистом. В 1964 году получил британское подданство.
Рушди работал копирайтером в рекламном агентстве Ogilvy & Mather, где он придумал «irresistibubble» для шоколадной плитки «Aero» и кремовых тортов «Naughty but Nice». Он также работал в агентстве Ayer Barker, во время работы в котором он написал слоган «That’ll do nicely» для American Express. В сотрудничестве с музыкантом Ронни Бондом, Рушди написал слова для рекламы ныне несуществующего Строительного общества Бернли, которое было записано в студии Good Earth Studios в Лондоне. Песня называлась «Лучшие мечты» и была спета Джорджем Чендлером. Именно в то время, когда Рушди работал в Ogilvy & Mather, он написал роман «Дети полуночи». В то время он ещё не был писателем.
В 2001 году он снялся в эпизоде кинофильма «Дневник Бриджит Джонс», сыграв самого себя.
С 2004 года по 2006 год был президентом международного ПЕН-центра США. В 2004 году женился в четвёртый раз на индийско-американской актрисе Падме Лакшми, с которой развёлся в 2007 году.
16 июня 2007 года по случаю дня рождения королевы Великобритании Салману Рушди был присвоен рыцарский титул, что вызвало массовые протесты в мусульманском мире.
10 июля 2008 года в Лондоне, по итогам голосования читателей в интернете, Салман Рушди по совокупности литературных заслуг был признан лучшим среди лауреатов Букеровской премии за все 40 лет её существования. Его детям (сам Рушди приехать на церемонию не смог) была вручена спецпремия Букера и 50 тысяч фунтов.
На слова Рушди написана песня группы U2 «The Ground Beneath Her Feet» («Земля под её ногами»). Рушди также появляется в видеоклипе.
В 2016 году получил гражданство США.
В 2019 году Рушди был награжден премией «Гуманист года».

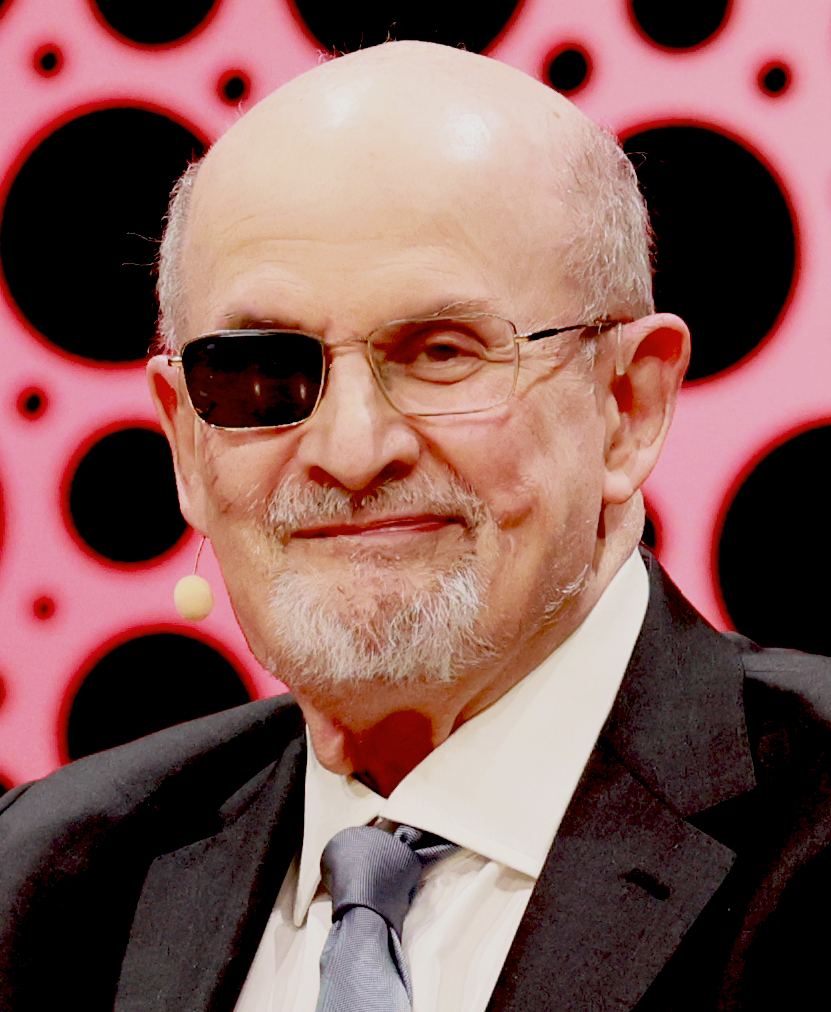
Рушди в 2023 году.

### Покушение
12 августа 2022 года во время лекции в городе Шатокуа, штат Нью-Йорк,  на Рушди напал человек, который вскочил на сцену и нанёс ему 10-15 ножевых ранений в живот и шею. Нападавший был задержан, Рушди был экстренно доставлен в больницу. В результате нападения писатель ослеп на один глаз.
6 февраля 2023 года в интервью изданию The New Yorker Салман Рушди впервые высказался о нападении на него. Он рассказал, что серьезные травмы, по сути, зажили, однако он потерял чувствительность в кончиках пальцев, из-за чего ему стало сложно печатать. Также он отметил, что столкнулся с посттравматическим стрессовым расстройством.

## Творчество

### До 1988 года
Дебют Салмана Рушди «Гримус» в жанре полунаучной фантастики не был замечен читателями и критиками. Однако следующий роман, «Дети полуночи», принёс Рушди славу и считается его лучшим произведением. В 1993 году эта книга получила приз «Букер Букеров» как лучший роман из всех получивших Букеровскую премию за 25 лет, а в 2008 году стала лучшей за 40 лет существования премии. Опрос был проведён среди читателей.
«Дети полуночи» рассказывает о жизни ребёнка, родившегося в полночь, когда Британская Индия обрела независимость. Ребёнок был наделён особыми полномочиями и связью с другими детьми, рождёнными на заре нового и бурного века в истории Индийского субконтинента. Характер Салима Синая сравнивали с Рушди. Тем не менее, автор опроверг идею о написании любого из своих персонажей как автобиографического, заявив: «Люди предполагают, что, поскольку некоторые вещи в характере взяты из вашего собственного опыта, он просто становится вами. В этом смысле, я никогда не чувствовал, что когда-либо писал своего автобиографического персонажа». В 2012 году роман «Дети полуночи» был экранизирован канадским кинорежиссёром индийского происхождения Дипой Мехта.
После успеха Рушди написал о Пакистане роман «Стыд» (1983) в том же стиле магического реализма. В нём он изображает политические беспорядки в Пакистане, основывая своих героев на Зульфикаре Али Бхутто и генерале Мухаммеде Зия-уль-Хаке. Рушди был удостоен французского ордена Искусств и литературы.
«Стыд» выиграл премию за лучшую иностранную книгу Франции и стал вторым лауреатом Букеровской премии. Обе эти работы постколониальной литературы характеризуются стилем магического реализма и иммигрантским мировоззрением, который Рушди хорошо понимал как член кашмирской диаспоры.
Рушди в 1987 году написал научно-популярную книгу о Никарагуа под названием «Улыбка ягуара». Эта книга имеет политическую направленность и основана на его личном опыте и исследованиях на месте политических экспериментов сандинистов.

### «Сатанинские стихи», протест мусульман и смертный приговор
Его роман «Сатанинские стихи» (1988) вызвал яростный протест мусульман, так как один из персонажей списан с пророка Мухаммеда. Иранский аятолла Хомейни публично проклял Рушди в своей фетве и приговорил его, а также всех лиц, причастных к изданию книги, к смертной казни, призвав мусульман всего мира исполнить приговор: это привело к разрыву дипломатических отношений между Великобританией и Ираном. Иранский фонд 15-Khordad Foundation объявил вознаграждение за убийство Рушди в размере $2 млн, позднее увеличенное до $2,5 млн. Как заявил в интервью газете «Джомхури Ислами» от 1997 года глава фонда аятолла Санеи, награда не обязательно полагается мусульманину: её получит любой, кто убьёт Рушди.

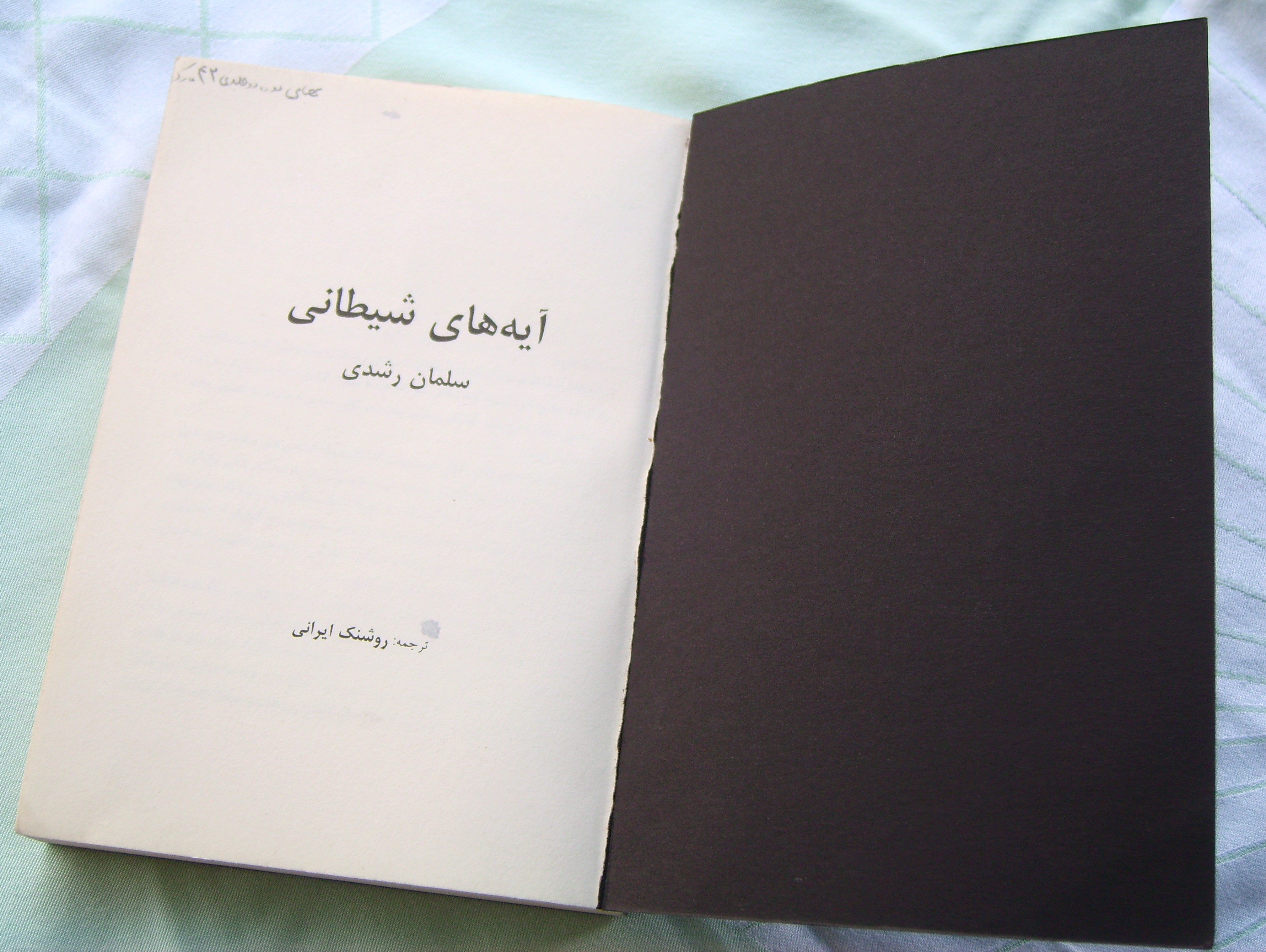
Сатанинские стихи в переводе на персидский язык.

Писатель скрывался в течение многих лет, появляясь на публике лишь периодически. Преемник Хомейни, аятолла Али Хаменеи отверг покаяния писателя и заверил, что смертный приговор в отношении Рушди останется неизменным, «даже если он раскается и станет самым благочестивым человеком своего времени». В период президентства Мохаммада Хатами правительство Ирана в 1998 году заверило, что оно «не намерено предпринимать никакие действия, угрожающие жизни автора „Сатанинских стихов“ или кому-либо так или иначе связанному с этим произведением». Спустя три года сам Хатами заявил, что дело Салмана Рушди «должно считаться закрытым». Однако в 2003 году иранская организация «Революционная гвардия» объявила, что смертный приговор Рушди остаётся в силе. Более того, в 2005 году аятолла Хаменеи объявил, что убийство Рушди стало бы «богоугодным актом». В сентябре 2012 года 15-Khordad Foundation увеличил награду за убийство Рушди до $ 3,3 млн.
21 февраля 2016 года к цене за убийство Салмана Рушди иранские медиа назначили надбавку в $600 тыс. Увеличение вознаграждения за убийство писателя совпало с годовщиной фетвы аятоллы Хомейни, который в 1989 году проклял Рушди за роман «Сатанинские стихи».

### После 1990 года
После скандально известного романа «Сатанинские стихи» Рушди обратился к сказке, создав одно из самых светлых своих произведений — небольшой роман «Гарун и Море Историй».
Романы Рушди «Прощальный вздох мавра» (1995) и «Земля под её ногами» (1999) продолжают темы поиска самоидентификации на примере эмигрантов, а также культа знаменитости в современном глобализующемся мире.
Вышедший в 2005 году роман «Клоун Шалимар» повествует о сложной ситуации в Кашмире. Рушди показывает постепенное превращение клоуна-акробата Шалимара в наёмного убийцу. В образах четырёх главных героев — Шалимара, актрисы Буньи, американского посла Макса Офалса и его дочери Индии/Кашмиры — Рушди показывает столкновение мусульманской, индийской и западной культур.
В 2010 году вышла в свет вторая сказка Рушди «Лука и огонь жизни», сюжетно связанная с его более ранней книгой «Гарун и Море Историй».

### Романы
- «Гримус» (англ. Grimus, 1975)
- «Дети полуночи» (англ. Midnight’s Children, 1981)
- «Стыд» (англ. Shame, 1983)
- «Сатанинские стихи» (англ. The Satanic Verses, 1988)
- «Прощальный вздох мавра» (англ. The Moor's Last Sigh, 1995)
- «Земля под её ногами» (англ. The Ground Beneath Her Feet, 1999)
- «Ярость» (англ. Fury, 2001)
- «Клоун Шалимар» (англ. Shalimar the Clown, 2005)
- «Флорентийская чародейка» (англ. The Enchantress of Florence, 2008)
- «Два года, восемь месяцев и двадцать восемь ночей» (англ. Two Years Eight Months and Twenty-Eight Nights, 2015)
- «Золотой дом» (англ. The Golden House, 2017)[39]
- «Кишотт» (вар. «Кихот») (англ. Quichotte, 2019)
- «Город Победы» (англ. Victory City, 2023)

### Книги для детей
- «Гарун и Море Историй» (англ. Haroun and the Sea of Stories, 1990)
- «Лука и Огонь Жизни» (англ. Luka and the Fire of Life, 2010)

### Сборники рассказов
- «Восток — Запад» (англ. East, West, 1994)

### Сборники эссе
- «Улыбка ягуара» (англ. The Jaguar Smile: A Nicaraguan Journey, 1987)
- «Вымышленная родина» (англ. Imaginary Homelands, 1992)
- «Шаг за черту» (англ. Step Across This Line: Collected Nonfiction 1992–2002, 2002)

### Автобиографии
- «Джозеф Антон» (англ. Joseph Anton: A Memoir, 2012)
- «Нож: Размышления после покушения на убийство» (англ. Knife: Meditations After an Attempted Murder, 2024)